# Lufthansa Express Rail

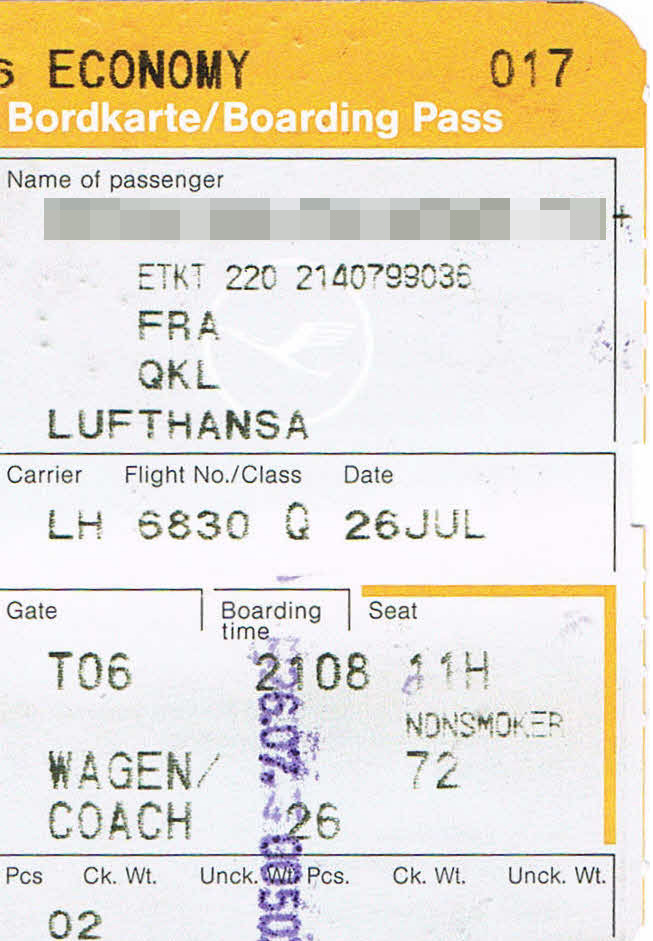
AirRail-Ticket Frankfurt-Köln Hbf (FRA-QKL) mit Zangenabdruck, 2008

AIRail (ein Kofferwort aus air und rail), später auch Lufthansa Express Rail, ist ein intermodales Verkehrsangebot, das in Zusammenarbeit von Lufthansa, der Deutschen Bahn und Fraport entwickelt wurde. AIRail verbindet die Hauptbahnhöfe von Aachen, Basel, Dortmund, Dresden, Erfurt, Hannover, Leipzig, Göttingen, Köln, Stuttgart, Karlsruhe, Mannheim, Nürnberg, Würzburg und Düsseldorf, den Bahnhof Siegburg/Bonn sowie den Bahnhof Kassel-Wilhelmshöhe mit dem Flughafen Frankfurt als Zubringer-Alternative zum Flugzeug.
Anfang 2023 waren 24 Städte – und somit nahezu alle innerdeutschen Ziele der Lufthansa – in das Express-Rail-System integriert. Täglich werden 240 Fahrten von und zum Flughafen Frankfurt am Main angeboten.
Die Haupteigenschaft von AIRail ist integriertes Ticketing. AIRail-Züge tragen eine Flugnummer der Lufthansa und sind dadurch in den Buchungssystemen wie Flüge zu buchen. In den Zügen steht den Reisenden ein AIRail-Zugbegleiter zur Verfügung, dabei sind bestimmte Sitzplätze primär für Lufthansa-Gäste vorgesehen.

## Geschichte

### Vorgeschichte

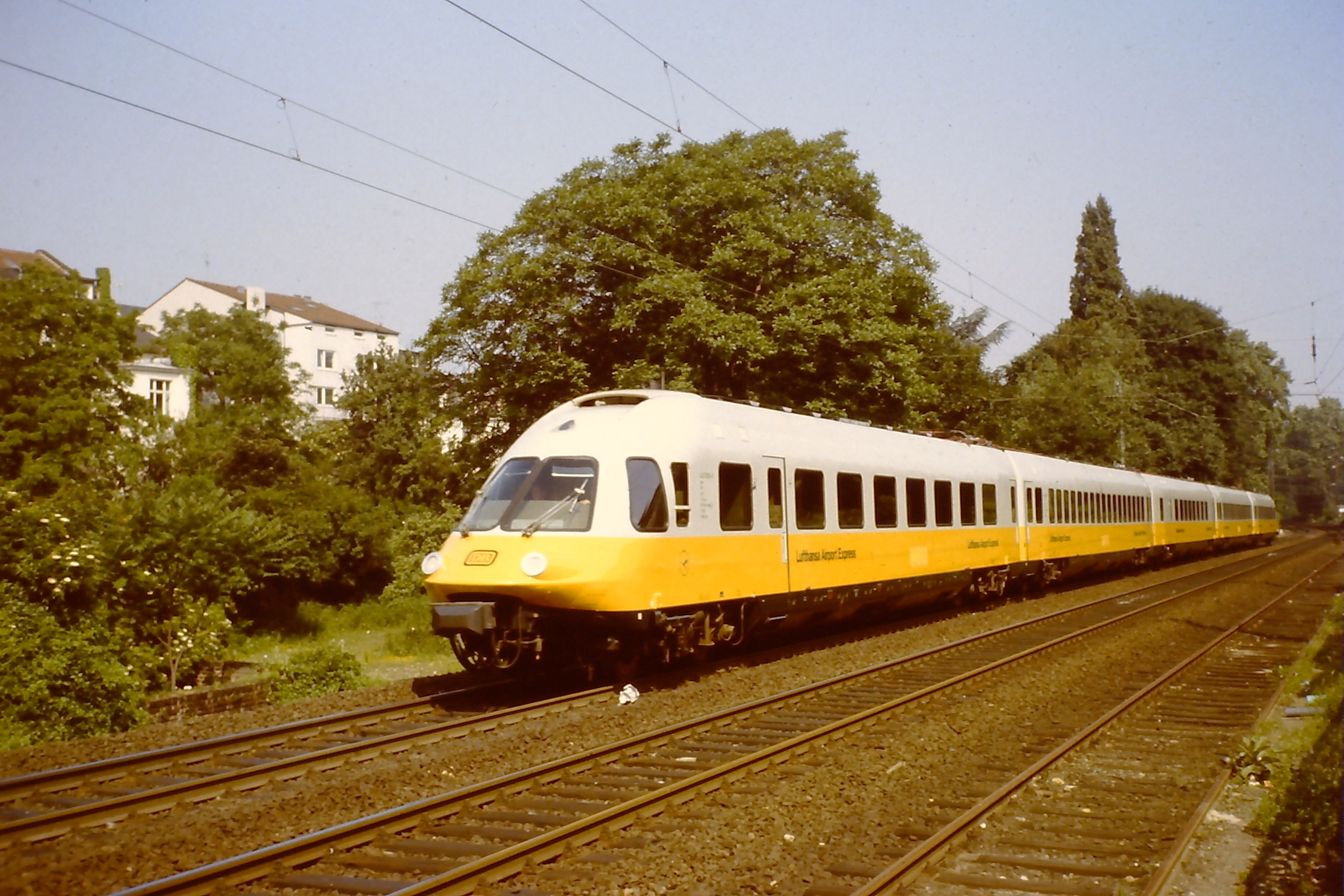
Lufthansa-Airport-Express

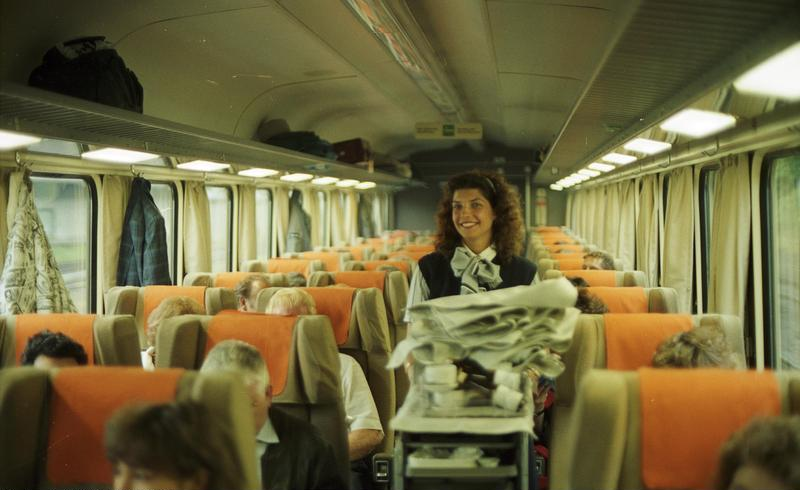
Lufthansa-Stewardess beim Catering im Lufthansa-Airport-Express

Bereits von 1982 bis 1993 betrieben Deutsche Bundesbahn und Lufthansa den Lufthansa-Airport-Express, um Kurzstreckenflüge unter 300 Kilometern zu vermeiden, zunächst nur zwischen Frankfurt und Düsseldorf, ab 1990 auch zwischen Frankfurt und Stuttgart. Die Züge waren in Lufthansa-Farben lackiert, auch das Interieur wurde dem Corporate Design der Lufthansa angepasst und Lufthansa-Stewardessen servierten in den Zügen.
Am 31. Mai 1992 stellten Bundesbahn, Lufthansa und der Flughafen Frankfurt mit dem DB-Lufthansa-Airport-Service einen AIRail-Vorläufer vor. Der Pilotversuch ermöglichte es Reisenden von den Bahnhöfen Köln, Bonn, Koblenz, Nürnberg, Würzburg und Aschaffenburg nach Frankfurt, am Bahnhof ihr Gepäck einzuchecken und die Bordkarte zu lösen. In den ersten sieben Monaten nutzten etwa 7500 Reisende, mit rund 9000 Gepäckstücken, das Angebot. Das Angebot wurde später eingestellt.
Anfang 1998 war geplant, binnen Jahresfrist einen Gepäckservice von und zum Flughafen Frankfurt einzurichten. 100 ehemalige Postwagen wurden für einen zollsicheren Gepäcktransport umgerüstet. Geplant war, noch im gleichen Jahr einen Gepäcktransfer zwischen Frankfurt und 15 bis 17 weiteren Bahnhöfen anzubieten.
Im Zuge eines Pilotversuchs wurden ab dem 1. Oktober 1988 (zunächst bis zum 31. März 1989) Lufthansa-Flugscheine in allen EC/IC-Zügen zwischen München Hauptbahnhof und Frankfurt Flughafen anerkannt.
Am 13. Juli 1998 unterzeichneten der damalige Bahnchef Johannes Ludewig und der Vorstandsvorsitzende der Lufthansa, Jürgen Weber, eine Absichtserklärung über die schrittweise Verlagerung des Flugverkehrs zwischen Frankfurt, Köln und Düsseldorf auf die Schiene nach Inbetriebnahme der Neubaustrecke Köln-Rhein/Main. Damit sollten jährlich 15.000 bis 20.000 Flugbewegungen eingespart werden.
Ab Mitte Juni 1998 bestand im Rahmen eines Pilotprojektes für Lufthansa-Flugreisende, die ab Saarbrücken Hauptbahnhof mit dem Zug nach Frankfurt fuhren, bereits die Möglichkeit, ihr Gepäck ab dem Abgangsbahnhof aufzugeben.
Im Herbst 1999 wurde eine weitere Gepäckmitnahme-Möglichkeit angekündigt: Ab November 2000 sollten Lufthansa-Passagiere für sechs ICE-Zugpaare zwischen Frankfurt und Stuttgart ihr Gepäck in Stuttgart Hauptbahnhof einchecken bzw. abholen können. Das Gepäck sollte dabei im gleichen Zug wie die Fluggäste befördert werden. Soweit das Angebot auf hinreichendes Interesse stoßen würde, sollte der Lufthansa-Flugverkehr zwischen Frankfurt und Stuttgart sukzessive eingestellt werden. Für 2002 war darüber hinaus ein ähnliches Projekt zwischen Frankfurt Flughafen und Köln sowie Düsseldorf geplant.
Zum 1. September 2000 wurde das 1998 von Lufthansa und DB initiierte Projekt Moonlight-Check-in eingestellt. Das Angebot, ab Düsseldorf, Bonn, Köln, Nürnberg und Würzburg Gepäck am Vorabend der Reise für den Frankfurter Flughafen am Bahnhof abgeben zu können, wurde 1999 von 4.500 Reisenden genutzt. An einem ab März 2001 vorgesehenen Gemeinschaftsprojekt zwischen Frankfurt und Stuttgart wurde weiter festgehalten.

### AIRail

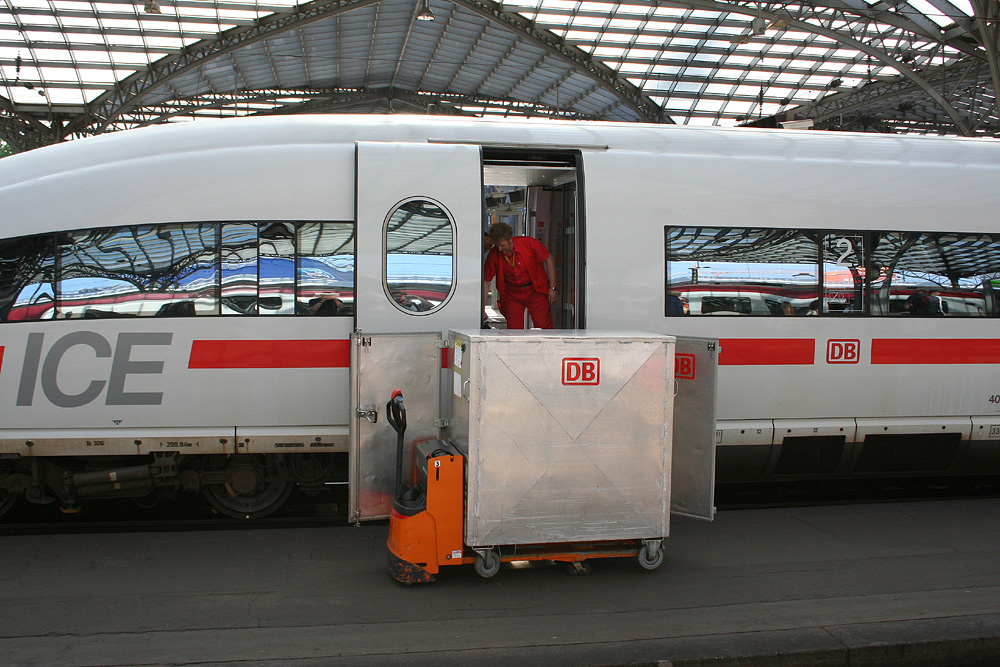
Verladung des AIRail-Gepäcks in Köln Hbf (eingestellt im November 2007)

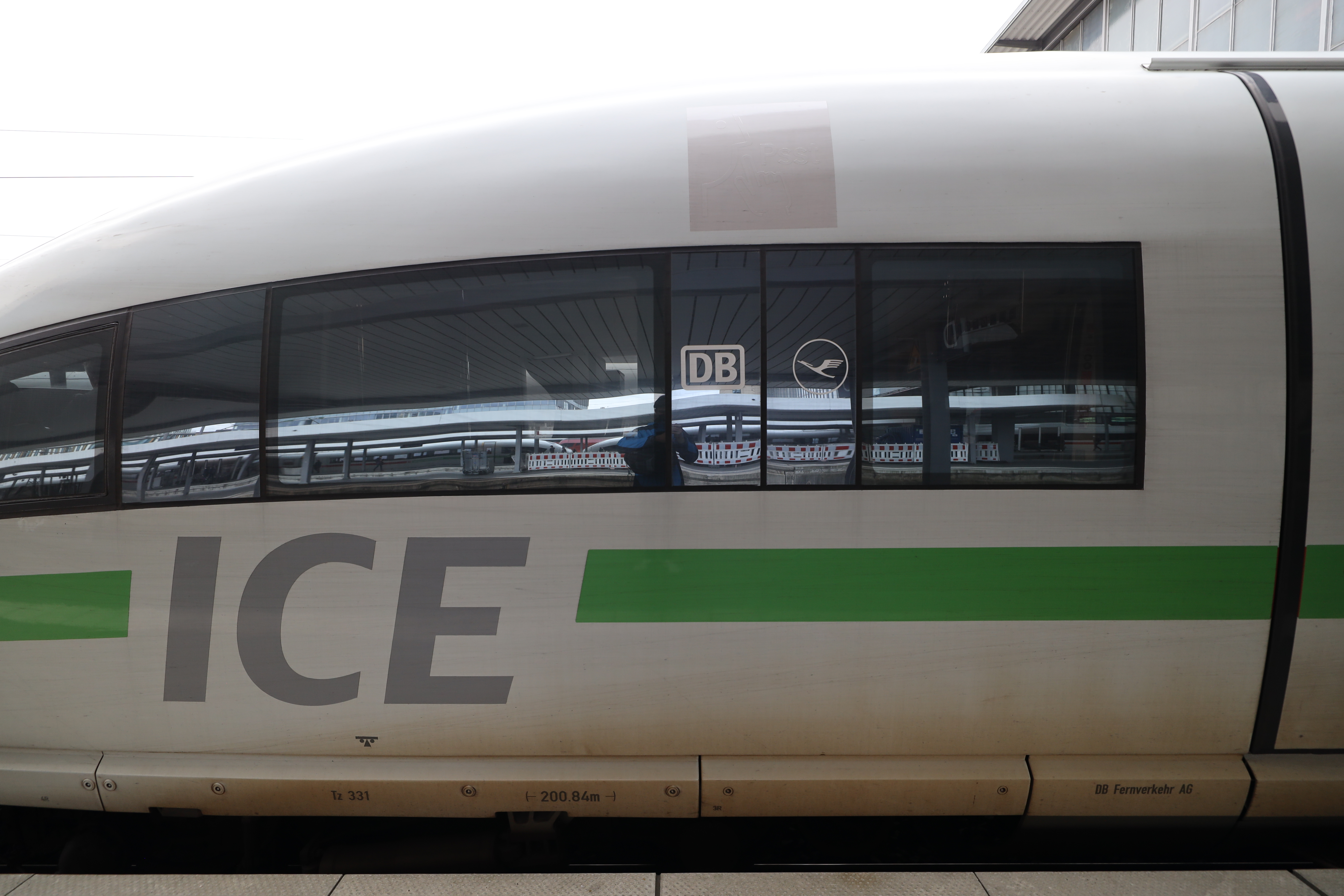
ICE-3-Triebzug mit Kooperations-Aufkleber von DB und Lufthansa

Bereits 1998 hatten die Deutsche Bahn und Lufthansa eine Absichtserklärung zur besseren Aufteilung des Verkehrs zwischen Luftverkehr und Schiene geschlossen.
Das System wurde zum 1. März 2001 eingeführt. In sechs ICE-Zugpaaren pro Tag standen Lufthansa-Fluggästen in der ersten Klasse je 46 Sitzplätze zur Verfügung, das Gepäck wurde separat im Zug befördert. Da die IATA bereits frühzeitig ihre 3-Letter-Codes nicht nur an Flughäfen, sondern auch an wichtige Bahnhöfe, Häfen und auch Busstationen vergeben hat, konnten diese Bahnfahrten von Anfang an problemfrei in die bestehenden Flug-Buchungssysteme integriert werden. Zum 10. Juli sollte das Angebot auf ein siebtes Zugpaar ausgedehnt werden. Die Gepäckabgabe am Hauptbahnhof Stuttgart war dabei bis 20 Minuten vor Abfahrt möglich. Die Fluggäste erhielten am Stuttgarter Hauptbahnhof ihre Bordkarten; dort fand auch die Zollkontrolle des Gepäcks statt. In den Zügen wurde das Gepäck in neu geschaffenen Gepäckräumen in Rollcontainern transportiert. Die Fahrzeit zwischen Stuttgart und Frankfurt Flughafen lag bei 73 Minuten, die Mindestumsteigezeit in Frankfurt bei 45 Minuten. Ab 1. März 2001 konnten Airrail-Reisende 500 Miles & More-Bonusmeilen für eine Airrail-Fahrt erster Klasse erhalten.
Bereits vor 2001 war unter dem Namen AIRail ein Angebot für Fluggäste eingeführt worden, bei dem sie mit IC- und ICE-Zügen zum Flughafen anreisen konnten.
2001 war geplant im Jahr 2003, nach Inbetriebnahme der Schnellfahrstrecke Köln–Rhein/Main, das Angebot auf die Relation Düsseldorf – Köln/Bonn – Frankfurt auszudehnen. Auch 2002 war Düsseldorf noch als Ziel geplant.
Zwischen Frankfurt Flughafen und Köln waren 2007 in beiden Richtungen täglich 15 Verbindungen als AIRail-Züge eingestuft, zwischen Frankfurt Flughafen und Stuttgart werden sieben tägliche Verbindungen so bezeichnet. Insgesamt nutzten 2005 knapp 170.000 Passagiere das AIRail-Angebot. Zum Fahrplanwechsel im Dezember 2007 wurde das Angebot um einen Frühzug von Köln (ab 5:54 Uhr) nach Frankfurt Flughafen erweitert. 2015 nutzten rund 300.000 Fluggäste das Angebot.
Bis zum 4. November 2007 konnten Passagiere ihr Gepäck an den Hauptbahnhöfen in Köln oder Stuttgart bis zum Endziel der Reise aufgeben. Das Gepäck wurde in reservierten Abteilen (bei ICE-3-Zügen war eine Lounge für Gepäck reserviert) der Züge transportiert. Für den Transport zwischen Check-In und dem Bahnsteig in Köln oder Stuttgart sowie dem Bahnsteig am Fernbahnhof Frankfurt Flughafen und der Gepäckförderanlage wurden abschließbare Rollcontainer verwendet. Für ankommende Reisende wurden in den beiden Hauptbahnhöfen kleine Gepäckausgaben und Zollstationen eingerichtet.
Ab dem 5. November 2007 wurden die Check-In-Zeit verkürzt, Flugpassagiere können jetzt bis spätestens 15 Minuten vor Abfahrt einchecken. Dies wurde möglich weil die Fluggäste jetzt ihr Gepäck nicht mehr in Köln, Stuttgart oder Siegburg aufgeben, sondern bis zum Bahnhof Frankfurt Flughafen selbst mitnehmen, und dort an einem speziellen Check-in-Schalter am Übergang zum Flughafen aufgeben, wodurch die Zeiten für Zollkontrolle, Transport auf den Bahnsteig und Verladung in den Ausgangsbahnhöfen eingespart wurden. Am selben Tag wurde Siegburg/Bonn in das AIRail-System integriert.
Am 26. Oktober 2008, zu Beginn des Winterflugplans, wurden die Sitzplatzbereiche für AIRail-Kunden aus den Wagen 26 (2. Klasse) und 27 (1. Klasse) in den Wagen 21 der ICE-3-Züge verlegt. Die zehn Sitzplätze (2. Klasse) der Lounge stehen auf AIRail-Abschnitten dabei ausschließlich für Fluggäste mit Business- und First-Class-Flugschein zur Verfügung. Für Fluggäste der Economy-Klasse wird ein variierendes Kontingent an Sitzplätzen im Großraumbereich des Wagens 21 angeboten.
Im Dezember 2014 wurden auch die Bahnhöfe Kassel-Wilhelmshöhe und Karlsruhe Hauptbahnhof in das System AirRail integriert.
Der Bahnhof Kassel-Wilhelmshöhe wurde zum 31. Dezember 2015 wieder aus dem Programm genommen.
Seit Fahrplanwechsel am 12. Dezember 2014 gibt es auch einen AIRail-Ableger in Österreich (Kooperation zwischen der Lufthansa-Tochter Austrian und den ÖBB).
Seit Mai 2018 sind auch der Nürnberger und Würzburger Hauptbahnhof mit bis zu acht täglichen Verbindungen in das AIRail-Netz integriert.
Ab Mitte Dezember 2019 soll das Angebot von und zum Frankfurter Flughafen weiter ausgebaut werden. Ab Köln Hauptbahnhof soll dabei das Angebot von 77 auf 119 Verbindungen pro Woche aufgestockt, von und nach Düsseldorf auf 105 verdoppelt werden. Auch die Angebote von bzw. nach Aachen, Stuttgart und Ulm sollen verbessert werden.
Im Juli 2020 sind die Bahnhöfe in Basel, Hannover und Leipzig dazugekommen.
Der Dienst wird inzwischen in 24 Städten angeboten (Stand: Juli 2022).

## Auswirkungen
Nach Einführung von AIRail hat Lufthansa die Anzahl der täglichen Flugverbindungen zwischen Köln und Frankfurt von sieben auf vier reduziert. Die durchschnittliche Flugzeuggröße ging von ungefähr 125 Sitzen auf etwa 75 Sitze zurück. Die Lufthansa stellte ab 28. Oktober 2007 die verbleibenden Flüge zwischen Frankfurt und Köln ein, da die Flüge aufgrund der kurzen Fahrzeit mit der Bahn nicht mehr ausgelastet waren. Die AIRail-Verbindungen von Köln nach Frankfurt mit einer Fahrzeit von 57 Minuten sind für Langstrecken-Passagiere künftig kostenlos.
Die Zahl der täglichen Airrail-Züge wurde zwischen Dezember 2002 und 2004 von 112 auf 99 reduziert. Mitte 2004 lag die Auslastung der in 31 täglichen Zügen jeweils 37 für Airrail-Fahrgäste reservierten Sitzplätze zwischen Köln und Frankfurt bei durchschnittlich 45 Prozent. Zwischen Mannheim und Stuttgart wurde eine durchschnittliche Auslastung von 60 Prozent gemessen.
In den ersten zehn Betriebsjahren nutzten zwei Millionen Fluggäste das Angebot.
Im Jahr 2011 nutzten rund 200.000 Reisende (nach anderen Angaben 290.000) den Airrail-Service. Dies sei die höchste Reisendenzahl seit der Betriebsaufnahme.
2015 nutzten rund 300.000 Kunden die rund 25.000 angebotenen Verbindungen.
Im Oktober 2021 erreichte die Nachfrage das Niveau des Vor-Pandemie-Jahres 2019. Im Jahr 2022 nahm die Nachfrage gegenüber dem Vorjahr um 25 Prozent zu. Der innerdeutsche Luftverkehr soll im ersten Halbjahr 2023 gegenüber dem Niveau von 2019 um 56 Prozent zurückgehen. Die Zahl der Reisenden in ICE-Sprinter-Zügen stieg zwischen 2019 und 2022 um 45 Prozent an.